# Malo Tourtchané
 (septembre 2020).
Pour les articles homonymes, voir Malo.
Malo Tourtchané (en macédonien Мало Турчане ; en albanais Turçani i Vogël) est un village du nord-ouest de la Macédoine du Nord, situé dans la municipalité de Gostivar. Le village comptait 1013 habitants en 2002. Il est majoritairement albanais.

## Démographie
Lors du recensement de 2002, le village comptait :
- Albanais : 1 005
- Macédoniens : 1
- Autres : 7